# Vought VE-7
Vought VE-7 „Bluebird“ byl americký dvouplošník od Lewis & Vought Corporation. Byl vyvinut pro americkou armádu jako cvičný letoun, později jej však začalo používat i americké námořnictvo jako palubní stíhací letoun.